# Le Cheval et son écuyer
Le Cheval et son écuyer (en anglais : The Horse and His Boy) est un roman fantastique pour la jeunesse de Clive Staples Lewis, publié en 1954. C'est le cinquième tome de la série Le Monde de Narnia, qui en compte sept. Dans l'ordre de lecture, c'est le troisième.

## Résumé
L'histoire commence au Calormen, pays situé au sud de Narnia. Shasta est un jeune garçon élevé par le pêcheur Arsheesh, qui a l'intention de le vendre comme esclave. Shasta s'enfuit avec l'aide de Bree, un cheval qui parle (les chevaux de Calormen sont dépourvus de parole, mais Bree fut capturé à Narnia lorsqu'il était encore poulain). Tous deux décident de se rendre à Narnia. En chemin, ils rencontrent une jeune fille calormène, Aravis, qui fuit un mariage arrangé. Elle aussi est accompagnée d'un cheval qui parle, Hwin. Tous les quatre cheminent vers Narnia pour y vivre en paix et librement.
Sur la route, ils découvrent par hasard que Rabadash, le fils du Tisroc, compte emmener une expédition vers Narnia pour enlever la reine Susan et au passage s'emparer d'Archenland. 
Les deux enfants traversent difficilement le désert, pourchassés par des lions qui attaquent Aravis.
Pendant qu'Aravis est soignée, Shasta court à la rencontre du roi d'Archenland pour le prévenir de l'invasion imminente. Le roi et ses hommes partent en direction d'un château mais le cheval qu'ils ont donné à Shasta ne lui obéit pas et il finit seul. Il continue à avancer jusqu'à atteindre Narnia où il donne l'alerte. Le roi Edmund et la reine Lucy rassemblent une armée pour secourir Archenland.
Les renforts sauvent le château et Shasta découvre qu'il est le fils aîné du roi et que son vrai nom est Cor. À sa naissance, il avait fait l'objet d'une prophétie annonçant qu'il sauverait Archenland et il a été enlevé pour éviter ce destin. Il va chercher Aravis au château.
Rabadash, fait prisonnier, pose un problème aux alliés. Ils veulent le libérer contre promesse d'une paix durable mais le fils du Tisroc se montre très hostile. Aslan le transforme en âne en lui disant qu'il retrouverait forme humaine dans un grand temple calormène mais que s'il s'éloignait de sa capitale, il reviendrait à l'état d'animal immédiatement et sans espoir cette fois. Honteux, Rabadash a retrouvé son humanité devant toute une foule et commence un règne très pacifique puisque ne pouvant s'éloigner pour faire la guerre, il n'ose pas envoyer des généraux qui se couvriraient de gloire et pourraient le renverser.
À Arhenland, Cor grandit et finit par devenir roi. Il épouse Aravis.

## Les personnages
- Shasta/Cor : fils du roi Lune et frère jumeau de Corin, il a été enlevé aux siens mais, grâce à Aslan, a été recueilli par un pêcheur. Celui-ci voulant le vendre à un Tarkhaan, il s'enfuit vers Narnia avec le cheval Bree. En chemin, ils rencontrent Aravis et Hwin. À Tashbaan, la reine Susan et le roi Edmund le confondent avec Corin. Finalement, ils réussissent à atteindre Archenland, où Shasta retrouve son père et devint roi sous le nom de Cor. Une fois adulte, il épouse Aravis.
- Aravis : jeune fille calormène, elle a fui sa famille avec le cheval Hwin pour éviter un mariage forcé avec le vizir du Tisroc, souverain de Calormen. En cherchant à atteindre Narnia, elle croise Shasta et Bree et se joint à eux. En raison de ses origines tarkhaan, Aravis regarde Shasta de haut et se dispute souvent avec lui, mais elle change d'attitude après qu'il l'eut sauvée des griffes d'un lion en risquant sa vie pour elle. Aravis est l'un des rares héros de la série à être une Calormène, ce qui sert souvent de contre-argument à ceux qui prétendent que l'utilisation des Calormènes comme antagonistes est une preuve de racisme.
- Bree : cheval parlant né à Narnia, il a été enlevé dans sa jeunesse puis élevé au Calormen, où il a caché ses dons. Destiné à servir de monture au Tarkhaan qui voulait acheter Shasta, il accepte de s'évader avec ce dernier pour rejoindre Narnia. Bree se montre fier et même condescendant à l'égard de Shasta, dont il ridiculise souvent les défauts de cavalier. Mais lui-même ne supporte pas les moqueries.
- Hwin : jument parlante, elle a connu la même histoire que Bree mais a eu la chance de rejoindre la famille d'Aravis, dont elle est devenue la jument. C'est elle qui propose à Aravis de fuir à Narnia, lui révélant en même temps son don de parler. Hwin est plus douce et plus calme que les autres, mais elle parle le plus souvent avec Bree et Aravis.
- Corin : frère jumeau de Cor, fils du roi Lune et héritier du trône malgré lui depuis l'enlèvement de son frère, recueilli par un pêcheur et devenu Shasta. Corin est plutôt immature et bagarreur, il en vient aux mains avec quiconque manque de respect à ses proches. Lorsque Cor revient, il lui cède avec plaisir sa place d'héritier, préférant rester prince plutôt que d'endosser les responsabilités d'un roi. Une amitié réciproque le lie à la reine Susan. C'est au nom de cet attachement que Susan demandera au roi Edmund de partir à la recherche de Cor.
- Rabadash : prince héritier Calormen, fils du Tisroc, il veut épouser la reine Susan, alors en séjour à Tashbaan, mais celle-ci refuse et s'échappe. Furieux, il décide d'envahir Archenland puis Narnia, à la tête d'une armée de deux cents hommes, pour contraindre la reine Susan à l'épouser. Mais les Narniens, aidés de Shasta, permettent aux Archenlandais de gagner la bataille d'Anvard, où le roi Edmund capture Rabadash. Le Lion Aslan le transforma en âne et le contraint à rentrer à Tashbaan pour retrouver son apparence humaine.

## Liste des chapitres
1. Comment Shasta se mit en route
2. Une aventure en chemin
3. Aux portes de Tashbaan
4. Shasta fait connaissance avec les Narniens
5. Le prince Corin
6. Shasta au milieu des tombes
7. Aravis à Tashbaan
8. Dans la maison du Tisroc
9. La traversée du désert
10. L'ermite de la Marche du sud
11. Le compagnon de voyage indésirable
12. Shasta à Narnia
13. La bataille d'Anvard
14. Comment Bree devint un cheval plus avisé
15. Rabadash-le-Ridicule